# Dakaretai Otoko 1-i ni Odosarete Imasu.
Dakaretai Otoko 1-i ni Odosarete Imasu. (jap. 抱かれたい男1位に脅されています。) ist eine Manga-Serie von Hashigo Sakurabi, die seit 2013 in Japan erscheint. Die Boys-Love-Serie wurde als Hörspiel und Anime-Fernsehserie adaptiert, letztere erschien auf Deutsch als - Dakaichi - My Number 1, sowie auch als Anime-Film umgesetzt.

## Handlung
Der Schauspieler Takato Saijō (西條高人) ist in der Branche seit er ein kleines Kind war, spielt in Serien, Filmen und modelt. Er wurde fünf Jahre lang zum begehrtesten Mann gewählt, bis er durch den Neuaufsteiger Junta Azumaya (東谷准太) abgelöst wurde. Takato ist nicht nur darüber verärgert, sondern hat zu allem Übel eine Rolle in einem Film, in der Junta die Hauptrolle erhalten hat. Junta hatte von ihm bei einer früheren Produktion Hilfe bekommen und sieht Takato als Vorbild, während der lieber deutlich machen möchte, dass er als der erfahrenere über ihm steht. Takato bemerkt jedoch, dass Junta mit seiner lebhaften und charmanten Art die Herzen der Menschen um ihn herum viel leichter gewinnen kann, als er mit seiner kühlen Distanziertheit. Als sie sich dann nach den Dreharbeiten betrinken, gesteht ihm Junta, dass Takato nicht nur sein Vorbild ist, sondern er sich in ihn verliebt hat. Er drängt Takato dazu, mit ihm Sex zu haben, bis dieser schließlich nachgibt. Auch in den kommenden Tagen drängt Junta Takato, auch am Abend Zeit mit ihm zu verbringen und der kann sich kaum dagegen wehren – wegen Juntas Aufdringlichkeit und Charme und weil das Filmteam und sein Manager einen guten Kontakt zwischen den Schauspielern eher unterstützen. Als dann Junta nach einiger Zeit plötzlich wegen einer Krankheit distanziert ist, merkt auch Takato, wie viel Gefallen er an dem jungen Mann gefunden hat und wie er ihm nun fehlt.
Bei einem neuen Stück arbeitet Takato mit Chihiro Ayagi zusammen, der weniger erfahren ist, als er und sich seine Rollen vor allem durch Affären verschafft. Bei den Proben findet Chihiro Gefallen an Takato und erkennt, dass der sich unerwartet leicht verführen lässt. An einem Abend lässt Chihiro Takato sich betrinken und nimmt ihn mit zu sich. Takato ist am nächsten Morgen entsetzt, dass er die Nacht mit einem anderen Mann verbracht hat und macht sich Vorwürfe. Auch Junta ist verärgert, drängt Chihiro, seinen Freund in Ruhe zu lassen und droht ihm schließlich, seine Affären auffliegen zu lassen. Der gibt widerwillig nach und offenbart, dass in der Nacht nichts zwischen ihm und dem betrunkenen Takato gelaufen ist, was diesen erleichtert. Das Stück mit den beiden wird ein großer Erfolg und Chihiro erkennt, wie viel er von seinem älteren Kollegen lernen konnte.
Während die beiden Männer ihre Beziehung leidenschaftlich – vor allem Junta – weiterführen, wird Takato für eine erfolgversprechende Filmproduktion verpflichtet. Doch deren Regisseur nimmt es nicht hin, dass irgendeiner seiner Schauspieler Affären hat. Eine Kollegin von Takato wurde wegen einer in der Klatschpresse veröffentlichten Liebelei bereits ersetzt. So versuchen die beiden Männer vorsichtiger zu sein. Dennoch gelingt es einem Fotografen, verräterische Bilder von ihnen zu machen. Das harmloseste und nur das Auffangen bei einem Treppensturz zeigende, auf dem nur Takato zu erkennen ist, leitet er an die Presse weiter. Der Fotograf will Takato mit den anderen Bildern erpressen, ihm weitere Gefallen zu tun. Um Junta zu schützen, dessen Talent Takato mittlerweile bewundert und viel größer empfindet als sein eigenes, trennt er sich von ihm. Junta ist überrascht und enttäuscht und Takato fällt es in der Zeit danach schwer, ohne Junta zu leben. Der erfährt über seine Agentur von dem Fotografen. Junta lässt ihn, um Takato zu schützen, ein Bild von ihm bei einer Verabredung mit einer bekannten Schauspielerin machen, mit der Junta gerade arbeitet. Die Aufmerksamkeit ist bei der neuen Enthüllung und der Fotograf fordert keine weitere Gegenleistung von Takato. Der aber ist noch mehr davon niedergeschlagen, dass Junta so schnell eine neue Beziehung gefunden hat. Doch kurz darauf lässt Junta von seinem Filmteam öffentlichkeitswirksam verbreiten, dass die „Verabredung“ nur eine Probe für den Film war. Die Glaubwürdigkeit des Klatschmagazins und des Fotografen wird ruiniert und auch die früheren Enthüllungen in Zweifel gezogen. Takato kehrt zu Junta zurück – beide haben einander vermisst und wollen nun für immer zusammen bleiben.

## Veröffentlichungen
Der Manga erscheint in Japan seit Juli 2013 im Magazin Be x Boy bei Libre Publishing. Der Verlag brachte die Kapitel auch gesammelt in bisher neun Bänden heraus. Der 5. Band verkaufte sich etwa 140.000 Mal in den ersten drei Wochen nach Veröffentlichung. Insgesamt wurden bis 2018 über 2 Millionen Bände gedruckt, bis Januar 2020 über 3 Millionen Bände verkauft.
Bevor der Manga 2018 als Anime adaptiert wurde, erschien bereits ein Hörspiel auf CD.

## Anime-Fernsehserie
Unter der Regie von Naoyuki Tatsuwa entstand bei Studio CloverWorks eine 13-teilige Umsetzung des Mangas als Anime für das japanische Fernsehen. Hauptautor war Yoshimi Narita. Das Charakterdesign entwarf Minako Shiba und die künstlerische Leitung lag bei Satori Hirayanagi. Für den Schnitt war Michi Takigawa verantwortlich.
Die 25 Minuten langen Folgen werden seit dem 6. Oktober 2018 von den Sendern Tokyo MX, Gunma TV, GYT, BS11, Sun Television und KBS in Japan ausgestrahlt. Die Plattform Crunchyroll veröffentlicht den Anime per Streaming mit englischen Untertiteln als Dakaichi - I'm being harassed by the sexiest man of the year-. Eine Fassung mit deutschen Untertiteln wird von Wakanim als - Dakaichi - My Number 1 online veröffentlicht, die nach Übernahme durch Crunchyroll auch dort verfügbar wurde.
Der Serie folgte die Produktion eines Kinofilms. Dieser entstand mit dem gleichen Team bei CloverWorks, wobei am Charakterdesign auch Chisato Kawaguchi beteiligt war. Der 78 Minuten lange Animefilm kam am 9. Oktober 2021 in die japanischen Kinos. 2024 wurde er ebenfalls bei Crunchyroll veröffentlicht und erhielt den Titel DAKAICHI -I'm being harassed by the sexiest man of the year- Spain Arc. Der Film erzählt eine Geschichte, die nach der Serie spielt. Takato reist nach Spanien, um für einen Film Flamenco zu lernen, da Junta ihn zu überflügeln droht. Dort wird er mit seinem Geliebten, der in Spanien aufgewachsen ist, seiner Familie sowie Juntas Kindheitsfreund, der ebenfalls für ihn schwärmt, konfrontiert.

### Synchronisation
Die Sprecher der Hauptfiguren sind die gleichen wie beim zuvor entstandenen Hörspiel.
| Rolle          | Japanische Stimme |
| -------------- | ----------------- |
| Takato Saijo   | Hiroki Takahashi  |
| Junta Azumaya  | Yūki Ono          |
| Kazuomi Usaka  | Kōsuke Toriumi    |
| Chihiro Ayagi  | Takuya Satō       |
| Kiyotaka Arisu | Wataru Hatano     |
| Ryō Narumiya   | Yūma Uchida       |

### Musik
Komponist des Soundtracks ist Masaru Yokoyama. Der Vorspann wurde unterlegt mit dem Lied Fukanzen Monologue von Tomohisa Sako und der Abspann ist unterlegt mit Chuntaka!, gesungen von den beiden Synchronsprechern Yūki Ono and Hiroki Takahashi.